# 劉棠
劉棠（1451年—？），字思召，山東濟南府章丘縣人，民籍，明朝政治人物。

## 生平
成化二十二年（1486年）丙午科山東鄉試第五十五名舉人。弘治三年（1490年）中式庚戌科會試第一百二名，三甲第一百二十五名進士。歷官南京刑部员外郎，十三年十月升山西按察司佥事，十七年正月升陕西苑马寺少卿，正德三年（1508年）正月考察闲住。

## 家族
曾祖劉仲英；祖父劉誠，知縣；父劉灝，母黃氏；繼母趙氏。严侍下。